# Ferenc Gille
Ferenc Gille (* 10. August 1998) ist ein deutscher Basketballspieler.

## Laufbahn
Gille, der als Sohn einer deutschen Mutter und eines englischen Vaters in Kremkau aufwuchs, lernte das Basketballspielen zunächst beim VfL Kalbe/Milde und wechselte dann in die Nachwuchsabteilung des Bundesligisten Mitteldeutscher BC (MBC). Bei der BG Bitterfeld-Sandersdorf-Wolfen 06 (BSW) sowie beim SSV Einheit Weißenfels, zwei Kooperationsvereinen des MBC, wurde ihm zusätzliche Spielpraxis im Herrenbereich gewährt. In der Saison 2017/18 schaffte er mit BSW als Meister der 1. Regionalliga Nord den Aufstieg in die 2. Bundesliga ProB. Anfang April 2018 gab er seinen Einstand in der Basketball-Bundesliga. In der Sommerpause 2019 nahm Gille ein Angebot des Zweitligisten Ehingen/Urspring an. Im Juni 2021 wechselte er innerhalb der Liga zu den Bayer Giants Leverkusen. Gille kam während der Saison 2021/22 auf 38 Einsätze für die Rheinländer, in denen er auf Mittelwerte von 4,5 Punkte und 2,7 Rebounds kam.
Im Juni 2022 vermeldete Zweitligist Nürnberg Falcons BC Gilles Verpflichtung. Im Laufe seines zweiten Vertragsjahres in Nürnberg bat Gille um die Auflösung seines Vertrages und wechselte im Januar 2024 zu den Dragons Rhöndorf in die ProB-Süd. Er wurde mit Rhöndorf im Mai 2024 ProB-Meister, nachdem er mit der Mannschaft zuvor auch die Hauptrunde auf dem ersten Tabellenplatz abgeschlossen hatte. Nach dem Abschluss der Saison 2023/24 gab Gille aus familiären Gründen seinen Abschied aus Rhöndorf bekannt. Er wechselte innerhalb der 2. Bundesliga ProB zur BG Leitershofen/Stadtbergen.

## Erfolge
- Meister der 1. Regionalliga Nord: 2018
- Meister der ProB: 2024